# Eleição municipal de Mauá em 2024
A eleição municipal da cidade brasileira de Mauá ocorreu em dois turnos, nos dias 6 e 27 de outubro para eleger um prefeito, um vice-prefeito e 23 vereadores que serão responsáveis pela administração da cidade paulista. Marcelo Oliveira foi reeleito para mais 4 anos de mandato, a se iniciar em 1° de janeiro de 2025 e com término em 31 de dezembro de 2028. 

## Calendário eleitoral
| Início        | Fim           | Atividades | Status    |
| ------------- | ------------- | --- | --------- |
| 7 de março    | 5 de abril    | Janela partidária para vereadores trocarem de partido visando concorrer às eleições sem perder o mandato. | Realizado |
| 6 de abril    | 6 de abril    | Data-limite para todas as legendas e federações partidárias obterem o registro dos estatutos no TSE e para todos os candidatos terem domicílio eleitoral na circunscrição em que desejam disputar as eleições com a filiação deferida pelo partido. | Realizado |
| 15 de maio    | 15 de maio    | Início da campanha de arrecadação prévia de recursos na modalidade de financiamento coletivo para pré-candidatos, sem realização de pedidos de voto e obedecendo a regras relativas à propaganda eleitoral na Internet.                             | Realizado |
| 20 de julho   | 5 de agosto   | Realização de convenções partidárias para deliberar sobre coligações e escolher candidatos às prefeituras e aos cargos de vereador. Os partidos têm até 15 de agosto para registrar os nomes na Justiça Eleitoral.                                  | Realizado |
| 16 de agosto  | 16 de agosto  | Início das campanhas eleitorais de forma igualitária, podendo qualquer publicidade ou manifestação com pedido explícito de voto antes da data ser considerada irregular e multada.                                                                  | Realizado |
| 30 de agosto  | 3 de outubro  | Veiculação da propaganda eleitoral gratuita no rádio e na televisão. | Realizado |
| 6 de outubro  | 6 de outubro  | Realização do primeiro turno das eleições municipais. | Realizado |
| 11 de outubro | 25 de outubro | Veiculação da propaganda eleitoral gratuita no rádio e na televisão para o segundo turno. | Realizado |
| 27 de outubro | 27 de outubro | Realização de um eventual segundo turno nas cidades com mais de 200 mil eleitores em que o candidato a prefeito mais votado não tenha atingido a metade mais um dos votos válidos.                                                                  | Realizado |

## Candidatos à prefeitura
| Nº | Prefeito(a)  | Prefeito(a)                                    | Prefeito(a)             | Prefeito(a) | Vice-prefeito(a) | Vice-prefeito(a) | Vice-prefeito(a)                              | Vice-prefeito(a)  | Vice-prefeito(a)                | Coligação | Horário Eleitoral (Rádio)        | Ref.                               |
| Nº | Candidato(a) | Candidato(a)                                   | Partido Federação       | Cargos Importantes | Candidato(a)     | Candidato(a)     | Candidato(a)                                  | Partido Federação | Cargos Importantes              | Coligação | Horário Eleitoral (Rádio)        | Ref.                               |
| -- | ------------ | ---------------------------------------------- | ----------------------- | --- | ---------------- | ---------------- | --------------------------------------------- | ----------------- | ------------------------------- | --- | -------------------------------- | ---------------------------------- |
| 13 |              | Marcelo Oliveira Francisco Marcelo de Oliveira | PT FE Brasil            | - Vereador de Mauá (2009-2020); - Presidente da Câmara Municipal de Mauá (2015-2017); - Prefeito Interino de Mauá (2016); - 21.º Prefeito de Mauá (2021-2024). |                  |                  | Juiz João João Veríssimo Fernandes            | PSD               |                                 | Verdade Para Mauá Avançar (FE Brasil (PT, PCdoB e PV), PSD, PDT, MDB, PODE, PSB e Federação PSOL REDE)            | 4min32seg                        | [ 4 ] [ 5 ] [ 6 ]                  |
| 22 |              | Sargento Simões Anderson Alves Simões          | PL                      | - Sargento reformado da PMESP; - Vereador de Mauá (2021-2024).                                                                                                 |                  |                  | Josi Simões Josi Aparecida Mota Simões        | PL                |                                 | Partido Isolado                                                                                                   | 2min14seg                        | [ 7 ] [ 8 ] [ 9 ]                  |
| 44 |              | Atila JacomussiAtila Cesar Monteiro Jacomussi  | UNIÃO                   | - Vereador de Mauá (2005-2013); - Deputado Estadual por São Paulo (2015-2017; 2023-2024); - 18.º e 20.º Prefeito de Mauá (2017-2019; 2019-2021).               |                  |                  | Ivany Moura Evanil de Souza Jesus             | PRD               |                                 | De Volta Pro Povo: A Cidade Sorrindo de Novo! (UNIÃO, PRD, PRTB, PMB, Agir, Avante, Republicanos e Solidariedade) | 2min36seg                        |                                    |
| 45 |              | Lourencini José Roberto Lourencini             | PSDB Fed.PSDB Cidadania | |                  |                  | Betinho Dragões Robson Roberto Soares         | MOBILIZA          | - Vereador de Mauá (2013-2017). | Agora É a Vez do Povo. Agora É a Vez de Mauá. Federação PSDB Cidadania (PSDB e Cidadania) e MOBILIZA              | 36seg                            | [ 10 ] [ 11 ] [ 12 ] [ 13 ] [ 14 ] |
| 80 |              | Amanda Bispo Amanda Oliveira Bispo             | UP                      | |                  |                  | Seu Pedro Ferreira Pedro Ferreira de Oliveira | UP                |                                 | Partido Isolado                                                                                                   | Sem direito ao horário eleitoral | [ 15 ]                             |

## Convenções
| Convenções Eleitorais - Eleição municipal 2024 em Mauá | Convenções Eleitorais - Eleição municipal 2024 em Mauá | Convenções Eleitorais - Eleição municipal 2024 em Mauá                                                          | Convenções Eleitorais - Eleição municipal 2024 em Mauá | Convenções Eleitorais - Eleição municipal 2024 em Mauá |
| Candidatura                                            | Partido                                                | Coligação | Data                                                   | Ref                                                    |
| ------------------------------------------------------ | ------------------------------------------------------ | --- | ------------------------------------------------------ | ------------------------------------------------------ |
| Marcelo/João                                           | PT                                                     | Verdade Para Mauá Avançar Fe Brasil (PT, PCdoB e PV), Fed. PSOL Rede, PSD, MDB, PDT, Podemos                    | 26/07/2024                                             | [ 16 ] [ 17 ] [ 18 ]                                   |
| Átila/Ivany                                            | UNIÃO                                                  | De Volta Pro Povo: A Cidade Sorrindo de Novo! UNIÃO, Agir, Avante, PMB, PRD, PRTB, Republicanos e Solidariedade | 29/07/2024                                             |                                                        |
| Lourencini/Betinho da Dragões                          | PSDB                                                   | Agora É A Vez Do Povo. Agora É A Vez De Mauá. Federação PSDB Cidadania, Mobiliza                                | 03/08/2024                                             |                                                        |
| Simões/Josi                                            | PL                                                     | Partido Isolado                                                                                                 | À definir                                              |                                                        |
| Amanda Bispo                                           | UP                                                     | Partido Isolado                                                                                                 | À definir                                              |                                                        |

## Resultados
| Candidato a prefeito    | Candidato a prefeito    | Vice-prefeito(a)           | 1º turno 6 de outubro de 2024 | 1º turno 6 de outubro de 2024 | 2º turno 27 de outubro de 2024 | 2º turno 27 de outubro de 2024 |
| Candidato a prefeito    | Candidato a prefeito    | Vice-prefeito(a)           | Votação                       | Votação                       | Votação                        | Votação                        |
| Candidato a prefeito    | Candidato a prefeito    | Vice-prefeito(a)           | Total                         | %                             | Total                          | %                              |
| ----------------------- | ----------------------- | -------------------------- | ----------------------------- | ----------------------------- | ------------------------------ | ------------------------------ |
|                         | Marcelo Oliveira (PT)   | Juiz João (PSD)            | 93.314                        | 45,13%                        | 102.115                        | 54,05%                         |
|                         | Átila Jacomussi (UNIÃO) | Ivany Moura (PRD)          | 73.358                        | 35,56%                        | 86.817                         | 45,95%                         |
|                         | Sargento Simões (PL)    | Josi Simões (PL)           | 21.103                        | 10,20%                        | Não participaram               | Não participaram               |
|                         | Zé Lourencini (PSDB)    | Betinho Dragões (MOBILIZA) | 14.032                        | 6,78%                         | Não participaram               | Não participaram               |
|                         | Amanda Bispo (UP)       | Luiza Fegadolli (UP)       | 4.815                         | 2,33%                         | Não participaram               | Não participaram               |
| Total de votos válidos  | Total de votos válidos  | Total de votos válidos     | 133.324                       | 85,63%                        | 188.932                        | 99,90%                         |
| → Votos brancos         | → Votos brancos         | → Votos brancos            | 12.672                        | 5,25%                         | 10.070                         | 4,65%                          |
| → Votos nulos           | → Votos nulos           | → Votos nulos              | 22.032                        | 9,12%                         | 21.450                         | 9,90%                          |
| Total de votos          | Total de votos          | Total de votos             | 241.586                       | 75,87%                        | 221.119                        | 69,44%                         |
| → Abstenções            | → Abstenções            | → Abstenções               | 76.581                        | 24,13%                        | 97.318                         | 30,56%                         |
| Eleitores aptos a votar | Eleitores aptos a votar | Eleitores aptos a votar    | 318.445                       | 318.445                       | 100%                           | 100%                           |